# Fiordland-Erdbeben von 2003
Das Fiordland-Erdbeben von 2003, das eine Stärke 7,2 MW aufwies, fand am 22. August 2003 an der Westküste der Südinsel Neuseelands, 10 km nordwestlich von Secretary Island und damit auf See statt. Auswirkungen des Bebens waren in Otago und Southland zu spüren, mit geringen Schäden, zumeist an Schornsteinen, im etwa 90 km entfernten Te Anau.

## Tektonischer Hintergrund
Das Erdbeben ereignete sich nicht direkt auf der Alpine Fault der Southern Alps, erzeugte aber aufwärtsgerichtete Stöße und Veränderungen an der Subduktions-Schnittstelle der Australischen Platte und der Pazifischen Platte.

## Das Beben
Das Beben vom 22. August war das schwerste Erdbeben auf der Südinsel nach 35 Jahren, seit dem Inangahua-Erdbeben. Die dem Epizentrum am nächsten liegende Messstation am 52 km entfernten Kraftwerk Manapouri zeichnete noch Erdstöße auf, die das 0,17fache der Erdbeschleunigung aufwiesen. Bis zum 4. September 2003 traten zum Teil kräftige Nachbeben auf, wovon acht die Stärken zwischen 5,1 MW und 6.2 MW aufwiesen.
Bis Ende September wurden zwar etwas mehr als 2.100 Schadensmeldungen bei der neuseeländischen Earthquake Commission eingereicht, viele gingen aber über Schäden, vor allem an beschädigten Schornsteinen, nicht hinaus. Die vielen durch die Beben verursachten Erdrutsche traten ausschließlich in unbewohnten Gebieten auf. Ein Erdrutsch im sogenannten Gold Arm des Taiporoporo / Charles Sound erzeugte sogar einen 1–2 m hohen Tsunami, der sich allerdings auf den Arm des Fjord beschränkte.